# Synagoga w Sorokach
Synagoga w Sorokach – działająca do dziś żydowska bóżnica znajdująca się w Sorokach w Mołdawii przy ul. Tołstoja 14.
Parterowy budynek zajmuje powierzchnię ok. 300 metrów kwadratowych. Synagoga została zbudowana w 1814 roku przez mołdawskich chasydów.